# 조재기
조재기(趙在基, 1950년 3월 17일~)는 대한민국의 유도 선수로 1976년 하계 올림픽에서 무제한급 동메달을 획득했다. 은퇴 후 대한민국 국가대표팀 감독과 국민체육진흥공단 이사장을 지냈다. 

## 경력
하동 출신이다. 1973년에 처음으로 대한민국 국가대표 선수로 발탁되었으며 같은 해 6월 스위스 로잔에서 열린 1973년 세계 선수권 대회 라이트헤비급에 참가했다. 이 대회에서 폴란드의 보이치에흐 드보르친스키, 코스타리카의 가르시아, 유고슬라비아의 고란 주벨라를 차례로 꺾었으나 영국의 데이비드 스타브룩에게 패하여 탈락했다.  같은 해 7월 영국 런던에서 열린 크리스털 팰리스 토너먼트에 참가하여 스타브룩을 꺾고 우승을 차지했다.
1974년 11월에는 대한민국 서울에서 열린 1974년 아시아 선수권 대회에 참가하여 무제한급에서 대표팀 동료인 권맹방과 함께 일본의 후지이 쇼조와 엔도 스미오의 뒤를 이어 동메달을 획득했다. 이듬해인 1975년에는 동료 선수인 김대용, 정재영과 함께 일본으로 건너가 대한민국 국가대표 선수 출신이자 덴리 대학 유도부 코치인 김의태의 지도를 받았다. 
1976년 7월 캐나다 몬트리올에서 열린 1976년 하계 올림픽에 참가했으며, 하프헤비급과 무제한급에 출전했다. 라이트헤비급에서는 첫 상대인 네덜란드령 안틸레스의 빌럼 마뒤로를 꺾었으나 다음 상대인 소련의 라마스 하르실라제에게 패하여 탈락했다. 이 패배로 인해 정신을 다시 잡기 위해 삭발을 했다는 일화가 남아 있다. 이후 출전한 무제한급에서는 모로코의 무함마드 자와그와 헝가리의 버르거 임레를 꺾고 8강에 올랐다. 8강에서 영국의 키스 렘프리에게 패했으나 패자부활전에서 서독의 귄터 노이로이터와 아르헨티나의 호르헤 포르테이를 누르고 동메달을 획득했다.
1978년 11월에는 일본 도쿄에서 열린 제1회 가노 지고로 컵에 참가했으며 8강에서 일본의 야마시타 야스히로에게 패하여 탈락했다. 이듬해인 1979년 11월에는 프랑스 파리에서 열린 1979년 세계 선수권 대회에 참가했으며, 무제한급에서는 첫 상대인 일본의 엔도 스미오에게 덜미를 잡혀 탈락했다. 하프헤비급에서는 첫 상대인 영국의 아서 맵을 이어 스웨덴의 울프 에크베리, 스위스의 장 치니커를 차례로 꺾으며 준결승에 올랐으나 준결승 상대인 프랑스의 장뤼크 루제에게 패했다. 이후 동메달 결정전에서 유고슬라비아의 라도미르 코바체비치를 상대로 판정승을 거두며 동메달을 획득했다. 이듬해인 1980년 1월에는 미국 호놀룰루에서 열린 1980년 범태평양 선수권 대회에 참가했으며 하프헤비급에서 은메달, 무제한급에서 금메달을 획득했다. 같은 해 11월에 열린 한국 개인종합 선수권 대회 이후 현역에서 은퇴했으며 1981년 양궁 선수인 이계정과 결혼했다.
1988년 서울에서 열린 1988년 하계 올림픽 당시 올림픽 조직위원회 유도대회운영본부 사무차장을 지냈다. 이후 2003년부터 2006년까지 아시아 올림픽 평의회 조정위원을 지냈다. 이후 대한체육회 사무총장(2008~2009)과 한국스포츠산업경영학회 회장(2008~2010)을 거쳐 2009년부터 2016년까지 대한카바디협회 회장을 맡았다.
2018년 1월 국민체육진흥공단 이사장에 취임했으며 2021년까지 역임했다.